# Copa Libertadores da América de 1997
A Copa Libertadores da América de 1997, foi a 38.ª edição da competição de futebol organizada Confederação Sul-Americana de Futebol (CONMEBOL). Equipes das dez associações sul-americanas participaram do torneio.
O Cruzeiro conquistou o seu segundo título da competição ao superar o Sporting Cristal, 21 anos após seu primeiro título em 1976. O clube brasileiro derrotou o peruano na partida de volta da final, realizada no Estádio Mineirão, em Belo Horizonte por 1 a 0; na partida de ida, empate sem gols no Estádio Nacional, em Lima.
O Cruzeiro deixou pelo caminho, ao longo da competição, times como o Colo-Colo, do Chile, que já havia conquistado o torneio, e o Grêmio de Porto Alegre, que havia sido campeão por duas ocasiões, sendo a última conquista do time gaúcho em 1995.
Como o Cruzeiro foi o campeão, participou da Recopa 1998.

## Equipes classificadas
| País                                  | Equipe               | Classificação                                          |
| ------------------------------------- | -------------------- | ------------------------------------------------------ |
| Argentina · (2 vagas + atual campeão) | River Plate          | Campeão da Libertadores 1996                           |
| Argentina · (2 vagas + atual campeão) | Vélez Sarsfield      | Campeão do Torneio Apertura 1995-96 e Clausura 1995-96 |
| Argentina · (2 vagas + atual campeão) | Racing               | Vice-campeão do Torneio Apertura 1995-96               |
| Bolívia · (2 vagas)                   | Bolívar              | Campeão do Campeonato Boliviano 1996                   |
| Bolívia · (2 vagas)                   | Oriente Petrolero    | Vice-campeão do Campeonato Boliviano 1996              |
| Brasil · (2 vagas)                    | Grêmio               | Campeão do Campeonato Brasileiro 1996                  |
| Brasil · (2 vagas)                    | Cruzeiro             | Campeão da Copa do Brasil 1996                         |
| Chile · (2 vagas)                     | Colo-Colo            | Campeã do Campeonato Chileno 1996                      |
| Chile · (2 vagas)                     | Universidad Católica | Vice-campeã do Campeonato Chileno 1996                 |
| Colômbia · (2 vagas)                  | Deportivo Cali       | Campeão do Campeonato Colombiano 1995-96               |
| Colômbia · (2 vagas)                  | Millonarios          | Vice-campeão do Campeonato Colombiano 1995-96          |
| Equador · (2 vagas)                   | El Nacional          | Campeão do Campeonato Equatoriano 1996                 |
| Equador · (2 vagas)                   | Emelec               | Vice-campeão do Campeonato Equatoriano 1996            |
| Paraguai · (2 vagas)                  | Cerro Porteño        | Campeão do Campeonato Paraguaio 1996                   |
| Paraguai · (2 vagas)                  | Guaraní              | Vice-campeão do Campeonato Paraguaio 1996              |
| Peru · (2 vagas)                      | Sporting Cristal     | Campeão do Campeonato Descentralizado 1996             |
| Peru · (2 vagas)                      | Alianza Lima         | Vice-campeão do Campeonato Descentralizado 1996        |
| Uruguai · (2 vagas)                   | Nacional             | Campeão da Mini-Liga Pré-Libertadores 1996             |
| Uruguai · (2 vagas)                   | Peñarol              | Vice-campeão da Mini-Liga Pré-Libertadores 1996        |
| Venezuela · (2 vagas)                 | Minervén             | Campeão do Campeonato Venezuelano 1995-96              |
| Venezuela · (2 vagas)                 | Mineros de Guayana   | Vice-campeão do Campeonato Venezuelano 1995-96         |

## Fase de grupos
A fase de grupos foi disputada entre 19 de fevereiro e 18 de abril. As três melhores equipes de cada grupo se classificaram para a fase final. O River Plate, da Argentina, classsificou-se diretamente às oitavas-de-final, por ter sido o campeão de 1996.

### Grupo 1
| Equipe            | Pts | J | V | E | D | GP | GC | SG |
| ----------------- | --- | - | - | - | - | -- | -- | -- |
| Bolívar           | 10  | 6 | 3 | 1 | 2 | 15 | 10 | +5 |
| Oriente Petrolero | 8   | 6 | 2 | 2 | 2 | 9  | 10 | –1 |
| Guaraní           | 8   | 6 | 2 | 2 | 2 | 8  | 11 | –3 |
| Cerro Porteño     | 7   | 6 | 2 | 1 | 3 | 7  | 8  | –1 |

|                   | BOL | OPE | GUA | CPO |
| ----------------- | --- | --- | --- | --- |
| Bolívar           | –   | 3–3 | 4–1 | 3–1 |
| Oriente Petrolero | 0–4 | –   | 4–1 | 1–0 |
| Guaraní           | 3–1 | 0–0 | –   | 1–0 |
| Cerro Porteño     | 2–0 | 2–1 | 2–2 | –   |

### Grupo 2
| Equipe          | Pts | J | V | E | D | GP | GC | SG |
| --------------- | --- | - | - | - | - | -- | -- | -- |
| Vélez Sarsfield | 13  | 6 | 4 | 1 | 1 | 10 | 5  | +5 |
| El Nacional     | 9   | 6 | 3 | 0 | 3 | 5  | 7  | –2 |
| Racing          | 7   | 6 | 2 | 1 | 3 | 7  | 7  | 0  |
| Emelec          | 5   | 6 | 1 | 2 | 3 | 7  | 10 | –3 |

|                 | VEL | ELN | RAC | EME |
| --------------- | --- | --- | --- | --- |
| Vélez Sarsfield | –   | 3–0 | 1–0 | 1–1 |
| El Nacional     | 1–0 | –   | 2–0 | 1–0 |
| Racing          | 1–2 | 2–0 | –   | 2–0 |
| Emelec          | 2–3 | 2–1 | 2–2 | –   |

### Grupo 3
| Equipe               | Pts | J | V | E | D | GP | GC | SG  |
| -------------------- | --- | - | - | - | - | -- | -- | --- |
| Colo-Colo            | 16  | 6 | 5 | 1 | 0 | 12 | 4  | +8  |
| Universidad Católica | 8   | 6 | 2 | 2 | 2 | 15 | 6  | +9  |
| Minervén             | 7   | 6 | 2 | 1 | 3 | 3  | 9  | –6  |
| Mineros de Guayana   | 2   | 6 | 0 | 2 | 4 | 2  | 13 | –11 |

|                      | COL | UCA | MIN | MGU |
| -------------------- | --- | --- | --- | --- |
| Colo-Colo            | –   | 2–0 | 1–0 | 1–0 |
| Universidad Católica | 2–2 | –   | 6–0 | 6–0 |
| Minervén             | 1–2 | 1–0 | –   | 1–0 |
| Mineros de Guayana   | 1–4 | 1–1 | 0–0 | –   |

### Grupo 4
| Equipe           | Pts | J | V | E | D | GP | GC | SG |
| ---------------- | --- | - | - | - | - | -- | -- | -- |
| Grêmio           | 12  | 6 | 4 | 0 | 2 | 10 | 3  | +7 |
| Cruzeiro         | 9   | 6 | 3 | 0 | 3 | 6  | 5  | +1 |
| Sporting Cristal | 8   | 6 | 2 | 2 | 2 | 4  | 5  | –1 |
| Alianza Lima     | 5   | 6 | 1 | 2 | 3 | 2  | 9  | –7 |

|                  | GRE | CRU | SCR | ALI |
| ---------------- | --- | --- | --- | --- |
| Grêmio           | –   | 0–1 | 2–0 | 2–0 |
| Cruzeiro         | 1–2 | –   | 2–1 | 2–0 |
| Sporting Cristal | 1–0 | 1–0 | –   | 0–0 |
| Alianza Lima     | 0–4 | 1–0 | 1–1 | –   |

### Grupo 5
| Equipe         | Pts | J | V | E | D | GP | GC | SG |
| -------------- | --- | - | - | - | - | -- | -- | -- |
| Peñarol        | 12  | 6 | 4 | 0 | 2 | 12 | 10 | +2 |
| Millonarios    | 10  | 6 | 3 | 1 | 2 | 10 | 8  | +2 |
| Nacional       | 7   | 6 | 2 | 1 | 3 | 6  | 9  | –3 |
| Deportivo Cali | 5   | 6 | 1 | 2 | 3 | 9  | 10 | –1 |

|                | PEN | MIL | CNF | DCA |
| -------------- | --- | --- | --- | --- |
| Peñarol        | –   | 2–1 | 0–2 | 4–3 |
| Millonarios    | 1–2 | –   | 2–0 | 2–2 |
| Nacional       | 1–4 | 1–2 | –   | 1–1 |
| Deportivo Cali | 2–0 | 1–2 | 0–1 | –   |

## Fase final
|  | Oitavas de final         | Oitavas de final         | Oitavas de final         | Oitavas de final         |       |                      | Quartas de final        | Quartas de final        | Quartas de final        | Quartas de final        |  |                | Semifinais       | Semifinais       | Semifinais       | Semifinais       |                  |   | Final            | Final            | Final            | Final            |
|  | 26 de abril a 14 de maio | 26 de abril a 14 de maio | 26 de abril a 14 de maio | 26 de abril a 14 de maio |       |                      | 21 de maio a 3 de junho | 21 de maio a 3 de junho | 21 de maio a 3 de junho | 21 de maio a 3 de junho |  |                | 23 e 30 de julho | 23 e 30 de julho | 23 e 30 de julho | 23 e 30 de julho |                  |   | 6 e 13 de agosto | 6 e 13 de agosto | 6 e 13 de agosto | 6 e 13 de agosto |
|  |                          |                          |                          |                          |       |                      |                         |                         |                         |                         |  |                |                  |                  |                  |                  |                  |   |                  |                  |                  |                  |
|  | Racing (pen)             | 3                        | 1                        | 4 (5)                    |       |                      |                         |                         |                         |                         |  |                |                  |                  |                  |                  |                  |   |                  |                  |                  |                  |
|  | River Plate              | 3                        | 1                        | 4 (3)                    |       |                      |                         |                         |                         |                         |  |                |                  |                  |                  |                  |                  |   |                  |                  |                  |                  |
|  | River Plate              | 3                        | 1                        | 4 (3)                    |       | Racing (pen)         | 1                       | 0                       | 1 (3)                   |                         |  |                |                  |                  |                  |                  |                  |   |                  |                  |                  |                  |
|  |                          |                          |                          |                          |       | Racing (pen)         | 1                       | 0                       | 1 (3)                   |                         |  |                |                  |                  |                  |                  |                  |   |                  |                  |                  |                  |
|  |                          | Peñarol                  | 0                        | 1                        | 1 (2) |                      |                         |                         |                         |                         |  |                |                  |                  |                  |                  |                  |   |                  |                  |                  |                  |
|  | Millonarios              | Peñarol                  | 0                        | 1                        | 1 (2) | 2                    | 1                       | 3 (2)                   |                         |                         |  |                |                  |                  |                  |                  |                  |   |                  |                  |                  |                  |
|  | Millonarios              |                          |                          |                          |       | 2                    | 1                       | 3 (2)                   |                         |                         |  |                |                  |                  |                  |                  |                  |   |                  |                  |                  |                  |
|  | Peñarol (pen)            | 0                        | 3                        | 3 (3)                    |       |                      |                         |                         |                         |                         |  |                |                  |                  |                  |                  |                  |   |                  |                  |                  |                  |
|  | Peñarol (pen)            | 0                        | 3                        | 3 (3)                    |       |                      |                         |                         |                         |                         |  | Racing         | 3                | 1                | 4                |                  |                  |   |                  |                  |                  |                  |
|  |                          |                          |                          |                          |       |                      |                         |                         |                         |                         |  | Racing         | 3                | 1                | 4                |                  |                  |   |                  |                  |                  |                  |
|  |                          | Sporting Cristal         | 2                        | 4                        | 6     |                      |                         |                         |                         |                         |  |                |                  |                  |                  |                  |                  |   |                  |                  |                  |                  |
|  | Minervén                 | Sporting Cristal         | 2                        | 4                        | 6     | 1                    | 0                       | 1                       |                         |                         |  |                |                  |                  |                  |                  |                  |   |                  |                  |                  |                  |
|  | Minervén                 |                          |                          |                          |       | 1                    | 0                       | 1                       |                         |                         |  |                |                  |                  |                  |                  |                  |   |                  |                  |                  |                  |
|  | Bolívar                  | 1                        | 7                        | 8                        |       |                      |                         |                         |                         |                         |  |                |                  |                  |                  |                  |                  |   |                  |                  |                  |                  |
|  | Bolívar                  | 1                        | 7                        | 8                        |       | Bolívar              | 2                       | 0                       | 2                       |                         |  |                |                  |                  |                  |                  |                  |   |                  |                  |                  |                  |
|  |                          |                          |                          |                          |       | Bolívar              | 2                       | 0                       | 2                       |                         |  |                |                  |                  |                  |                  |                  |   |                  |                  |                  |                  |
|  |                          | Sporting Cristal         | 1                        | 3                        | 4     |                      |                         |                         |                         |                         |  |                |                  |                  |                  |                  |                  |   |                  |                  |                  |                  |
|  | Sporting Cristal         | Sporting Cristal         | 1                        | 3                        | 4     | 0                    | 1                       | 1                       |                         |                         |  |                |                  |                  |                  |                  |                  |   |                  |                  |                  |                  |
|  | Sporting Cristal         |                          |                          |                          |       | 0                    | 1                       | 1                       |                         |                         |  |                |                  |                  |                  |                  |                  |   |                  |                  |                  |                  |
|  | Vélez Sarsfield          | 0                        | 0                        | 0                        |       |                      |                         |                         |                         |                         |  |                |                  |                  |                  |                  |                  |   |                  |                  |                  |                  |
|  | Vélez Sarsfield          | 0                        | 0                        | 0                        |       |                      |                         |                         |                         |                         |  |                |                  |                  |                  |                  | Sporting Cristal | 0 | 0                | 0                |                  |                  |
|  |                          |                          |                          |                          |       |                      |                         |                         |                         |                         |  |                |                  |                  |                  |                  |                  | 0 | 0                | 0                |                  |                  |
|  |                          | Cruzeiro                 | 0                        | 1                        | 1     |                      |                         |                         |                         |                         |  |                |                  |                  |                  |                  |                  |   |                  |                  |                  |                  |
|  | El Nacional              | Cruzeiro                 | 0                        | 1                        | 1     | 1                    | 1                       | 2 (3)                   |                         |                         |  |                |                  |                  |                  |                  |                  |   |                  |                  |                  |                  |
|  | El Nacional              |                          |                          |                          |       | 1                    | 1                       | 2 (3)                   |                         |                         |  |                |                  |                  |                  |                  |                  |   |                  |                  |                  |                  |
|  | Cruzeiro (pen)           | 0                        | 2                        | 2 (5)                    |       |                      |                         |                         |                         |                         |  |                |                  |                  |                  |                  |                  |   |                  |                  |                  |                  |
|  | Cruzeiro (pen)           | 0                        | 2                        | 2 (5)                    |       | Cruzeiro             | 2                       | 1                       | 3                       |                         |  |                |                  |                  |                  |                  |                  |   |                  |                  |                  |                  |
|  |                          |                          |                          |                          |       | Cruzeiro             | 2                       | 1                       | 3                       |                         |  |                |                  |                  |                  |                  |                  |   |                  |                  |                  |                  |
|  |                          | Grêmio                   | 0                        | 2                        | 2     |                      |                         |                         |                         |                         |  |                |                  |                  |                  |                  |                  |   |                  |                  |                  |                  |
|  | Guaraní                  | Grêmio                   | 0                        | 2                        | 2     | 2                    | 1                       | 3 (1)                   |                         |                         |  |                |                  |                  |                  |                  |                  |   |                  |                  |                  |                  |
|  | Guaraní                  |                          |                          |                          |       | 2                    | 1                       | 3 (1)                   |                         |                         |  |                |                  |                  |                  |                  |                  |   |                  |                  |                  |                  |
|  | Grêmio (pen)             | 1                        | 2                        | 3 (2)                    |       |                      |                         |                         |                         |                         |  |                |                  |                  |                  |                  |                  |   |                  |                  |                  |                  |
|  | Grêmio (pen)             | 1                        | 2                        | 3 (2)                    |       |                      |                         |                         |                         |                         |  | Cruzeiro (pen) | 1                | 2                | 3 (4)            |                  |                  |   |                  |                  |                  |                  |
|  |                          |                          |                          |                          |       |                      |                         |                         |                         |                         |  | Cruzeiro (pen) | 1                | 2                | 3 (4)            |                  |                  |   |                  |                  |                  |                  |
|  |                          | Colo-Colo                | 0                        | 3                        | 3 (1) |                      |                         |                         |                         |                         |  |                |                  |                  |                  |                  |                  |   |                  |                  |                  |                  |
|  | Universidad Católica     | Colo-Colo                | 0                        | 3                        | 3 (1) | 4                    | 5                       | 9                       |                         |                         |  |                |                  |                  |                  |                  |                  |   |                  |                  |                  |                  |
|  | Universidad Católica     |                          |                          |                          |       | 4                    | 5                       | 9                       |                         |                         |  |                |                  |                  |                  |                  |                  |   |                  |                  |                  |                  |
|  | Oriente Petrolero        | 0                        | 1                        | 1                        |       |                      |                         |                         |                         |                         |  |                |                  |                  |                  |                  |                  |   |                  |                  |                  |                  |
|  | Oriente Petrolero        | 0                        | 1                        | 1                        |       | Universidad Católica | 2                       | 1                       | 3                       |                         |  |                |                  |                  |                  |                  |                  |   |                  |                  |                  |                  |
|  |                          |                          |                          |                          |       | Universidad Católica | 2                       | 1                       | 3                       |                         |  |                |                  |                  |                  |                  |                  |   |                  |                  |                  |                  |
|  |                          | Colo-Colo                | 1                        | 3                        | 4     |                      |                         |                         |                         |                         |  |                |                  |                  |                  |                  |                  |   |                  |                  |                  |                  |
|  | Nacional                 | Colo-Colo                | 1                        | 3                        | 4     | 1                    | 2                       | 3                       |                         |                         |  |                |                  |                  |                  |                  |                  |   |                  |                  |                  |                  |
|  | Nacional                 |                          |                          |                          |       | 1                    | 2                       | 3                       |                         |                         |  |                |                  |                  |                  |                  |                  |   |                  |                  |                  |                  |
|  | Colo-Colo                | 3                        | 1                        | 4                        |       |                      |                         |                         |                         |                         |  |                |                  |                  |                  |                  |                  |   |                  |                  |                  |                  |

### Final
Jogo de ida
| 6 de agosto   | Sporting Cristal | 0 – 0 | Cruzeiro | Estádio Nacional, Lima                    |
| 20:10 (UTC-5) |                  |       |          | Público: 44 137 Árbitro: EQU Bryon Moreno |

Jogo de volta
| 13 de agosto  | Cruzeiro      | 1 – 0 | Sporting Cristal | Estádio Mineirão, Belo Horizonte              |
| 21:40 (UTC-3) | Elivelton 75' |       |                  | Público: 95 472 Árbitro: ARG Javier Castrilli |

## Premiação
| Copa Libertadores da América de 1997 |
| Brasil                               |
| ------------------------------------ |
| CRUZEIRO Campeão (2º título)         |

## Campanha do Campeão

### Artilheiros
4 gols
- Marcelo Ramos

2 gols
- Palinha
- Elivélton
- Alex Mineiro

1 gol
- Fabinho
- Reinaldinho
- Aílton
- Cleisson

### Assistências
4 Assistências
- Cleisson

2 Assistências
- Elivélton
- Alex Mineiro

1 Assistência
- Palinha
- Vítor